# Doutai
Doutai, papuansko pleme u močvarnim predjelima Irian Jaye (Indonezija) na Novoj Gvineji, podno sjevernih obronaka planina Maoke (Pegunungan Maoke). Sami sebe nazivaju Taori-So, Taori ili Tolitai. Populacija im iznosi 335 (1993 R. Doriot UFM), ali svojim vlastitim jezikom, članom porodice Geelvink Bay, govori svega 70 do 100 (2000 Wurm). 
Doutai su polusjedilački ribari i sakupljači, a riba i sago glavna su im hrana. Svoju odjeću izrađuju od kore drveta (tapa). Nastambe su im podignute na bambusovim platformama (selo Toli-Dou) i pokrivene palminim lišćem. Znaju se ženiti sa susjednim plemenima Papasena i još nekima. 

## Vanjske poveznice
- Taori-So, Doutai of Indonesia
- Doutai
- Doutai